# Нора Гомрингер
Нора Гомрингер (на немски: Nora Gomringer) е германско-швейцарска поетеса, белетристка и есеистка.

## Биография
Нора Гомрингер е дъщеря на швейцарския поет и професор по теория на естетиката в Дюселдорфската художествена академия Ойген Гомрингер.
Израства в баварския градец Вурлиц, а през 1996 г. се мести в Бамберг. Завършва средното си образование през 1998 г. с американска диплома в Пенсилвания, а през 2000 г. полага матура в гимназията на Бамберг. Започва да следва англистика, германистика и история на изкуството в Бамбергския университет и завършва през 2006 г.
Става доцент по поетика в университетите на Шефилд, Кобленц-Ландау (заедно с Ойген Гомрингер) и Кил.
С учебна цел посещава института „Лео Бек“ в Ню Йорк (2001 и 2004 г.) и архива на Академията за кино и наука в Лос Анджелис (2000 г.).
Стипендии, лекционни пътувания и участия в международни литературни фестивали я отвеждат в Новосибирск, Торонто, САЩ, Ню Делхи, Гьотеборг, многократно в Швейцария, в Буенос Айрес, Пекин и Меделин.
През 2010 г. Нора Гомрингер става директор на международния дом по изкуствата „Вила Конкордия“ в Бамберг.
Член е на немския ПЕН клуб и на Ротари клуб.

## Награди и отличия (подбор)
- 2003: Hattinger Förderpreis für junge Literatur
- 2006: Literaturpreis der Stadt Erlangen
- 2006: Bayerischer Kunstförderpreis in der Sparte Literatur
- 2007: Kulturpreis Bayern der E.on-Bayern AG
- 2007: Kulturpreis der Stadt Rehau
- 2008: Nikolaus-Lenau-Lyrikpreis
- 2009: Kulturpreis der Oberfrankenstiftung
- 2010: Poetik Dozentur Universität Koblenz-Landau
- 2010: Werkförderung durch die Pro Helvetia
- 2011: Jacob-Grimm-Preis Deutsche Sprache.[1]
- 2012: „Награда Йоахим Рингелнац“
- 2013: „Литературна награда на Културното сдружение на немската икономика“ (поезия)
- 2013: „Награда Аугуст фон Платен“
- 2014: Otto-Grau-Kulturpreis
- 2015: „Вайлхаймска литературна награда“
- 2015: Medaille für besondere Verdienste um Bayern in einem Vereinten Europa
- 2015: „Награда Ингеборг Бахман“